# القزعان (همدان)

تعديل مصدري - تعديل

القزعان هي إحدى قرى عزلة ربع همدان بمديرية همدان التابعة لمحافظة صنعاء، يبلغ تعداد سكانها 227 نسمة حسب تعداد اليمن لعام 2004.